# Dominik Nejezchleb-Marcha

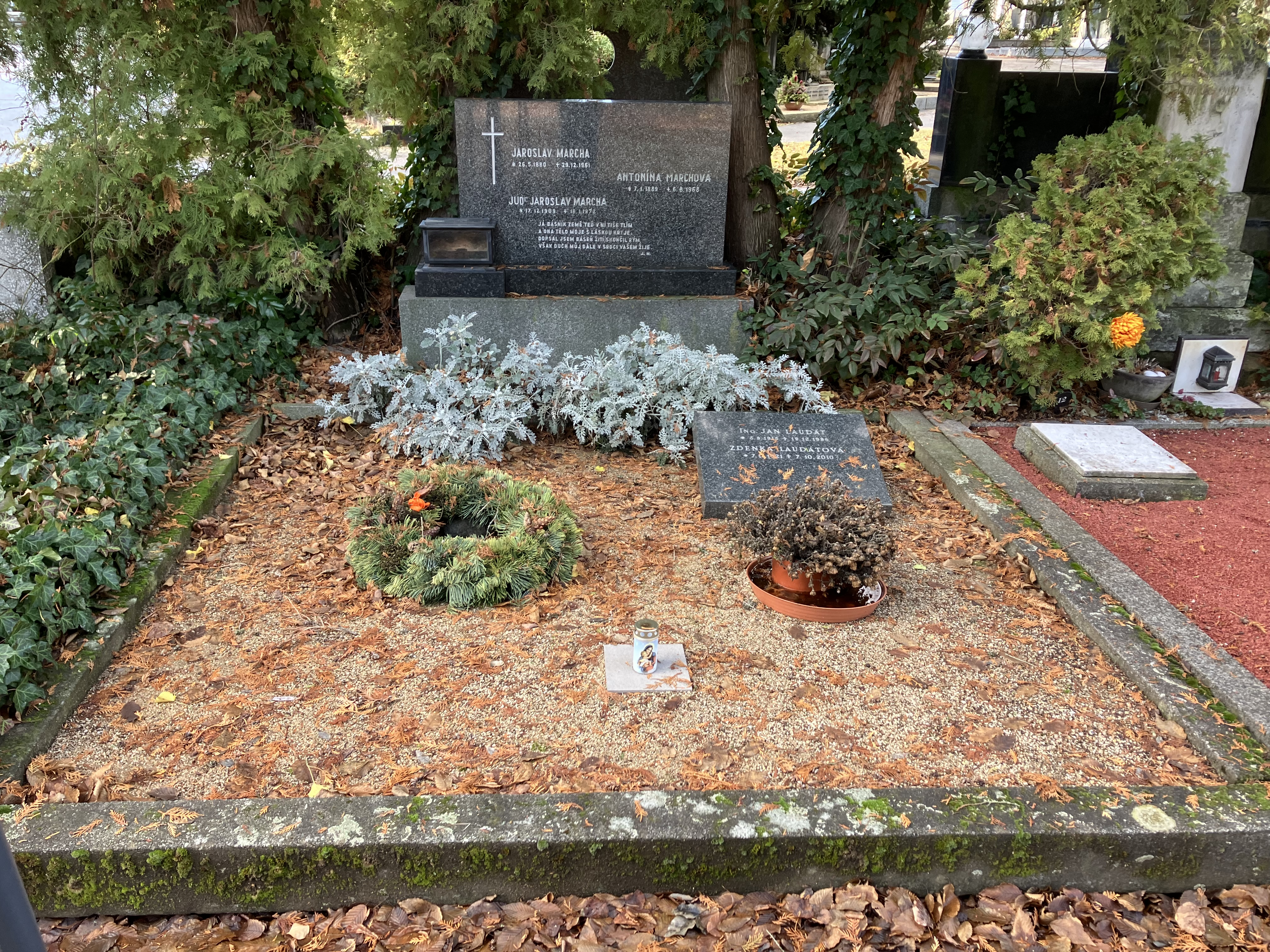
Hrob Dominika Nejezchleba-Marchy

Dominik Nejezchleb-Marcha, též jen Dominik Nejezchleb (26. května 1880 Babice nad Svitavou – 29. prosince 1961 Brno), byl moravský spisovatel a politik, meziválečný poslanec a senátor Národního shromáždění za Republikánskou stranu zemědělského a malorolnického lidu (agrárníky).

## Biografie
Narodil se jako Dominik Nejezchleb v rodině pololáníka Dominika Nejezchleba a Františky rozené Sedlákové. Od roku 1905 používal pseudonym Jaroslav Marcha. 16. června 1925 mu Zemská správa politická na Moravě povolila změnu příjmení na Nejezchleb-Marcha. Měl dvě sestry: Františku Zavadilovou (1875) a Ludmilu Staňkovou (1887). R. 1908 se oženil s Antonínou rozenou Tomečkovou (1889), se kterou měl dvě děti: Jaroslava Marchu (1909) a Zdenku Laudátovou (1921).
Dominik získal jen základní vzdělání. Literárně i politicky byl samoukem. V letech 1907–1910 byl členem redakcí Rolnických listů, Selských listů a Moravského venkova. Už tehdy byl i politicky aktivní. V roce 1910 se stal tajemníkem agrární strany pro Moravu a Slezsko.
V letech 1918–1920 zasedal v Revolučním národním shromáždění. V parlamentních volbách v roce 1920 se stal poslancem Národního shromáždění a mandát obhájil v následujících volbách, tedy v parlamentních volbách v roce 1925 i parlamentních volbách v roce 1929. Podle údajů k roku 1929 byl profesí členem Ústřední Domoviny v Brně.
Později přešel do horní komory parlamentu. Po parlamentních volbách v roce 1935 získal senátorské křeslo v Národním shromáždění. V senátu setrval do jeho zrušení v roce 1939, přičemž krátce předtím ještě v prosinci 1938 přestoupil do nově vzniklé Strany národní jednoty.
Byl literárně činný. Zprvu přispíval do regionálního tisku verši, později psal kratší prózy z venkovského prostředí. Byl členem Moravského kola spisovatelů (1924–1948), v letech 1936–1941 zastával funkci předsedy. Později byl čestným předsedou. Zároveň byl předsedou Sdružení poslanců-novinářů v Praze, místopředsedou dozorčí rady spořitelny a správní rady pojišťovny. Rovněž vykonával funkci člena správní rady firmy Novák a Jahn. Zemřel v prosinci 1961 v Brně. Pohřben byl na Ústředním brněnském hřbitově, sk. 25b/hr. 4–5.
V roce 1990 mu byla na rodném domě v Babicích nad Svitavou odhalena pamětní deska od Františka Pokorného. V téže obci byla v prosinci 2011 odhalena i jeho pamětní deska na Alexandrově rozhledně.

## Dílo

### Spisy
- Žena po kotník v bahně: trocha studií a trocha belletrie – Prostějov: Stráž na Hané, 1905
- Listy k zemědělským dělníkům – Praha: Mladé proudy, 1906
- O odbytu mléka, mlékárnách a výrobě másla na Moravě – Třebíč: Kubeš, 1908
- Sanace zemských financí a strana agrární – Jihlava: Českoslovanská strana agrární, 1910
- Jak zakládati agrární organisace?: Příručka pro stoupence strany agrární – Brno: 1911
- Klerikální strana ve světle pravdy: předvolební brožura – Brno: Agrární strana, 1913
- Pokrokový blok, sanace zemských financí a klerikálové: odpověď na lži klerikálních listů o sanaci financí zemských na Moravě a pokrokového bloku – Brno: Agrární strana, 1914
- Pro naši organisaci: několik upřímných slov a pokynů našim stoupencům – Brno: Agrární strana, 1914
- Demokraticky nebo bolševicky?: Několik prostých slov k prostému českému lidu – Brno: s. n., 1919
- Domkáři a socialisté: Listy k domkářům, zemědělským dělníkům, drobným usedlíkům a pachtýřům: Data o zápasu o řešení otázky půdy mezi republikánskou stranou venkovskou a socialistickými stranami – Brno: s. n., 1919
- Jak může drobný pachtýř nabýti půdy?: Výklad zákona o zajištění půdy drobným pachtýřům, schváleného v Národním shromáždění na návrh poslanců republikánské strany čsl. venkova 23. květ. 1919 – Brno: s. n., 1919
- Jak zakládati místní organisace republikánské strany čsl. venkova – Brno: s. n., 1919
- Organisace československého venkova – Brno: Hospodářsko-politická knižnice, 1919
- Rozdělení půdy mezi lid a strana agrární: k otázce parcelace a kolonisace velkostatků – Brno: Hospodářsko-politická knižnice,1919
- 20 zákonů a nařízení týkajících se pozemkové reformy a půdy vůbec – Brno: Hospodářsko-politická knižnice,1920
- Zákon o stavebním ruchu s příslušným prováděcím nařízením – upravil. Brno: Hospodářsko-politická knižnice, 1921
- Jak se bude postupovati při parcelaci panské půdy?: Nezbytná příručka pro domovináře, domkáře, malorolníky, jakož i ty, kdož čekají na parcelaci půdy velkostatkářské aneb mají s ní co činiti – Hospodářsko-politická knižnice, 1921–1925
- Sanace zemských financí – Brno: Hospodářsko-politická knižnice, 1921–1925
- Zrcadlo klerikalismu – Brno: Hospodářsko-politická knižnice, 1921–1925
- Úlevy pro zemědělce a živnostníky při službě vojenské – upravil. Brno: Hospodářsko-politická knižnice, 1922
- Novelisace zákona o dávce z majetku a přírustku: lidový výklad novely zákona o dávce z majetku a přírůstku pro poplatníky všech vrstev – Brno: Hospodářsko-politická knižnice, 1923
- Obec, země a stát: obecní rádce, cyklus pokynů, požadavků a rozhodnutí nejvyššího správního soudu ve věcech obecních – uspořádal. Brno: Hospodářsko-politická knižnice, 1923
- Masaryk za hranicemi roku 1923: řeči a myšlenky Masarykovy, proslovy a úvahy státníků, politiků a vědátorů francouzských, belgických a anglických: úvahy tisku zahraničního a průběh slavností na počest presidenta republiky česko-slovenské za hranicemi – sestavil. Brno: Hospodářsko-politická knižnice, 1923
- Co vykonala Republikánská strana zemědělského a malorolnického lidu pro venkov? – Praha: Rolnická tiskárna, 1925
- Inteligence, venkov a republikánská strana: myšlenky obsažené v přednáškách našeho poslance Jaroslava Marchy pronesených na politickém semináři Velké Prahy a v místní organisaci Republikánské strany Velkého Brna: dle stenogramu – Praha: vlastním nákladem, 1925
- Komunistický švindl s vládou dělníků a rolníků – Praha: v. n., 1925
- Lidová strana ve světle pravdy – Praha: v. n., 1925
- Pravda o rudozelené koalici a dávce z majetku – Praha: v. n., 1925
- Co nutno provést v zájmu venkova?: Řeči moravských a slovenských poslanců Jaroslava Marchy, Rudolfa Malíka, Antonína Vahaly, Františka Molíka, Kornela Stodoly a L'udovíta Medveckého pronesené ve sněmovně r. 1924 – Brno: Hospodářsko-politická knižnice, 1925
- František Staněk: politik, tribun, národohospodář, družstevník a buditel lidu venkovského: memoáry a dokumenty – vydal a redakční péčí provázel. Brno: Hospodářsko-politická knižnice, 1927
- Malý honební zákon pro republiku Československou – s úvodním slovem. Brno: Hospodářsko-politická knižnice, 1929
- Města a vesnice – Praha: v. n., 1934
- Antonínu Švehlovi – Praha: Novina, 1935
- O Františku Staňkovi: řeč senátora a spisovatele Jaroslava Marchy o smutečních tryznách v Třebíči a Jihlavě r. 1936 – Třebíč: František Boudar, 1936
- Starověrské písničky – Blansko: Karel Jelínek, 1944
- Adamovské lesy – Adamov: ROH Adamovské strojírny, 1959

### Próza
- Potulky I. – Vinohrady: Josef Svoboda, 1906
- Ptačí chléb: vzpomínky na kluky z naší dědiny – Brno: Stanislav Kočí, 1921
- Ptačí chléb: vzpomínky na kluky z naší dědiny. Díl druhý – Brno: S. Kočí, 1923
- Kamarádi z lesa: třetí díl Ptačího chleba – Brno: S. Kočí, 1923
- Od regimentu k regimentu: ironie, příhody a psiny z evropské války – ilustruje Karel Dostál. Brno: Moravské Noviny, 1926
- Na dědině – Praha: Českomoravské podniky, 1927
- Halali haló!: Zpěvy na stromy, tíše, samoty, myslivny a háje – Brno: Moravské kolo spisovatelů (MKS), 1928
- Z babiččina kraje – s obrázky akademického malíře J. T. Blažka. Praha: Českomoravské podniky, 1928
- Chvíli v Řecku – Brno: Družstvo MKS, 1934
- Stromy a lidé – Brno: Družstvo MKS, 1935
- Zlatá v zelené: kniha loveckých próz – ilustrace St. Lolek. Brno: MKS, 1935
- Řeč země: kniha epiky – Brno: MKS, 1936
- Listy mladým – Brno: Moravotyp, 1938
- Besedy s klukem Smoleňou – Praha: Novina, 1940
- O lidech humorných – s obrázky Josefa Lady. Praha: Novina, 1940
- Z okna pokojného domu – Brno: MKS, 1940
- Zlatá v zelené: lyrická prósa – Praha: Novina, 1940
- Bouda pod Těšankou – kresbami doprovodil Alois Moravec. Moravská Ostrava: Josef Lukasík, 1943
- Potopený svět – Brno: Družstvo MKS, 1949

### Poezie
- Zpěvy na Jugoslavii: listy z cest. Díl I – předmluva Božidar Borko. Brno: MKS, 1936
- Pastýř z Javorníků: Brno: MKS, 1937
- Listy z cest II – předmluva Mirka Elpla. Brno: MKS, 1939
- Listy z cest III [i.e. II] – předmluva Mirka Elpla. Brno: MKS, 1939
- Čtyři louky – Brno: MKS, 1940
- Vinobraní: Čtyři hrozny veršů – Jaroslav Marcha, Stanislav Kovanda, Josef Cipr, Vladimír Kantor; kresby a úprava Václav Mašek. Velké Pavlovice: Vinařské družstvo, 1948